# R. Rathke (Pianofortefabrik)
Die Pianofortefabrik R. Rathke wurde 1868 von Julius Robert Rathke, einem deutschbaltischen Instrumentenbauer aus Dorpat, ebendort gegründet. Das Handwerk hatte er zuvor in Königsberg erlernt, bevor er etwa 1400 Klaviere in Dorpat baute. Um 1890 waren 62 Handwerker beschäftigt. Als 1892 seine Fabrik niederbrannte, zog er nach Sankt Petersburg, wo er ab 1896 produzierte. Obwohl die politische Lage unruhig war und Wellen der Russifizierung eingesetzt hatten, war die Nachfrage auf dem russischen Markt ungebrochen. 1912 wurde die Fabrikation von seinem Sohn Richard Rathke übernommen,
der unter anderem auch die Pianofabrik J. Tresselt kaufte. Die Produktion wurde mit dem Ersten Weltkrieg eingestellt. Nach der Liquidierung und Enteignung zog die Familie Rathke nach Werro in Estland. Robert Rathke arbeitete dort bis zu seinem Tod 1920 als Klavierstimmer. Robert Rathkes Sohn siedelte um und arbeitete als Angestellter bei Kirsch&Co in Berlin. Später baute Richard Rathke in Berlin wieder eigene Klaviere unter dem Label R. Rathke bis 1944.

## Exponate in öffentlichen Sammlungen
- Im Tula-Museum in Russland, das dem Instrumentenbauer N. I. Beloborodova gewidmet ist, befindet sich ein Klavier von R. Rathke in der Dauerausstellung.[8][9]
- Im Nationalen Piano-Museum von Estland in Tõrva befindet sich in der Sammlung ein Flügel von R. Rathke.[10]
- Im Herrenhaus im Museum von Utzkoye im Süden von Moskau befindet sich ein Flügel von R. Rathke.[11]